# A12-es autópálya (Németország)
Az A12 (németül: Bundesautobahn 12, vagy röviden BAB 12) egy autópálya Németországban. Hossza 58 km. Berlint és Frankfurt (Oder)t köti össze, majd Lengyelországban halad tovább. Az E30-as európai út része. A spreeaui autópálya-kereszteződésnél indul, az A10-es délkeleti részénél, és a lengyel A2-es autópályával csatlakozik Frankfurt (Oder)nél. A sztráda egésze Brandenburg tartományban van.

## Útvonala, története

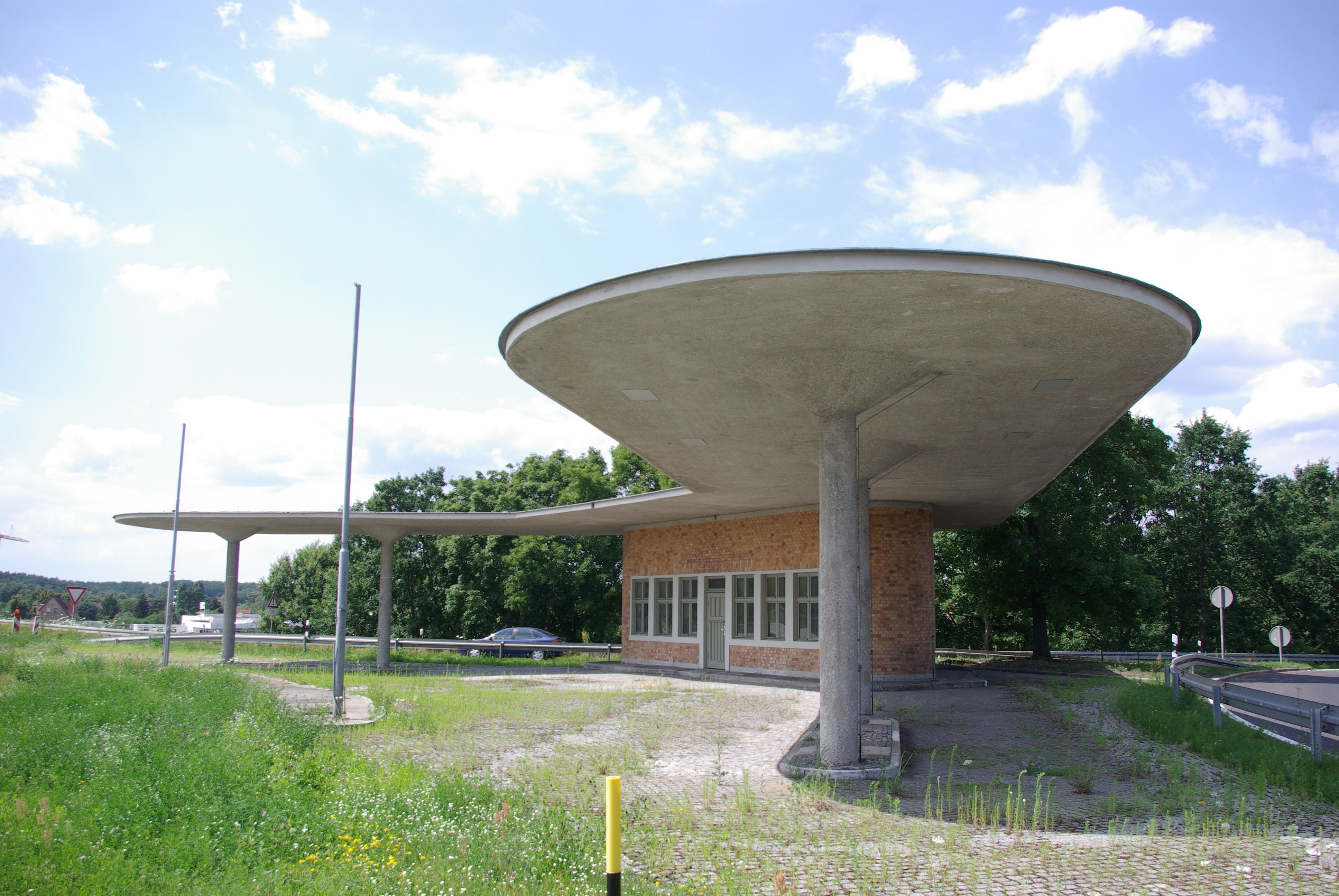
A fürstenwaldei benzinkút

Az autópályát 1937-ben nyitották meg a spreeaui autópálya-kereszteződés (Königs Wusterhausennál) és a Frankfurt (Oder) közötti szakaszon. Az utat és a lengyel határt összekötő darabot csupán 1957-ben adták át, de csak egysávosként. Később (1992-ben) építették át 2×2 sávosra.
2006-ban Fürstenwaldénál felállítottak egy mérőpont, ami napi 33 500 gépjárműt számlált, melyből 9300 teherautó volt.
Az A12 Lengyelországban A2-ként folytatódik, ami 2012 júniusa óta a Poznańnal, Łódźzal és Varsóval teremt közvetlen kapcsolatot. A két autópálya együtt összeköti a lengyel és német fővárost, létrehozva egy fontos kelet-nyugati útvonalat.
A fürstenwaldei kijáratnál épült az első német autópályán lévő  benzinkút. Ez az utolsó ilyen stílusú töltőállomás, ami még ma is megtalálható, ezért műemlékvédelemben részesül.

## Csomópontok és pihenőhelyek

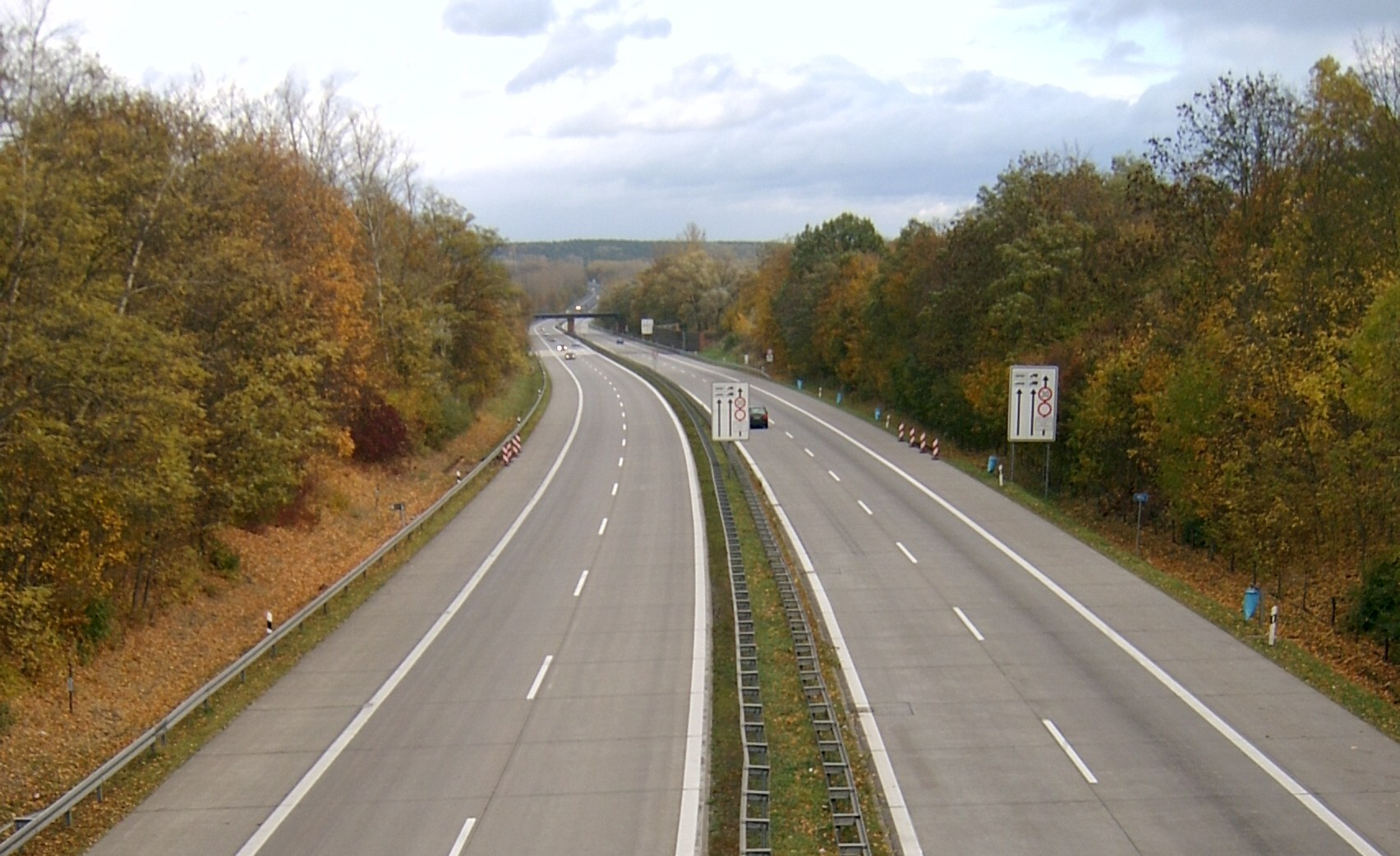
Az autópálya Frankfurt (Oder)nél

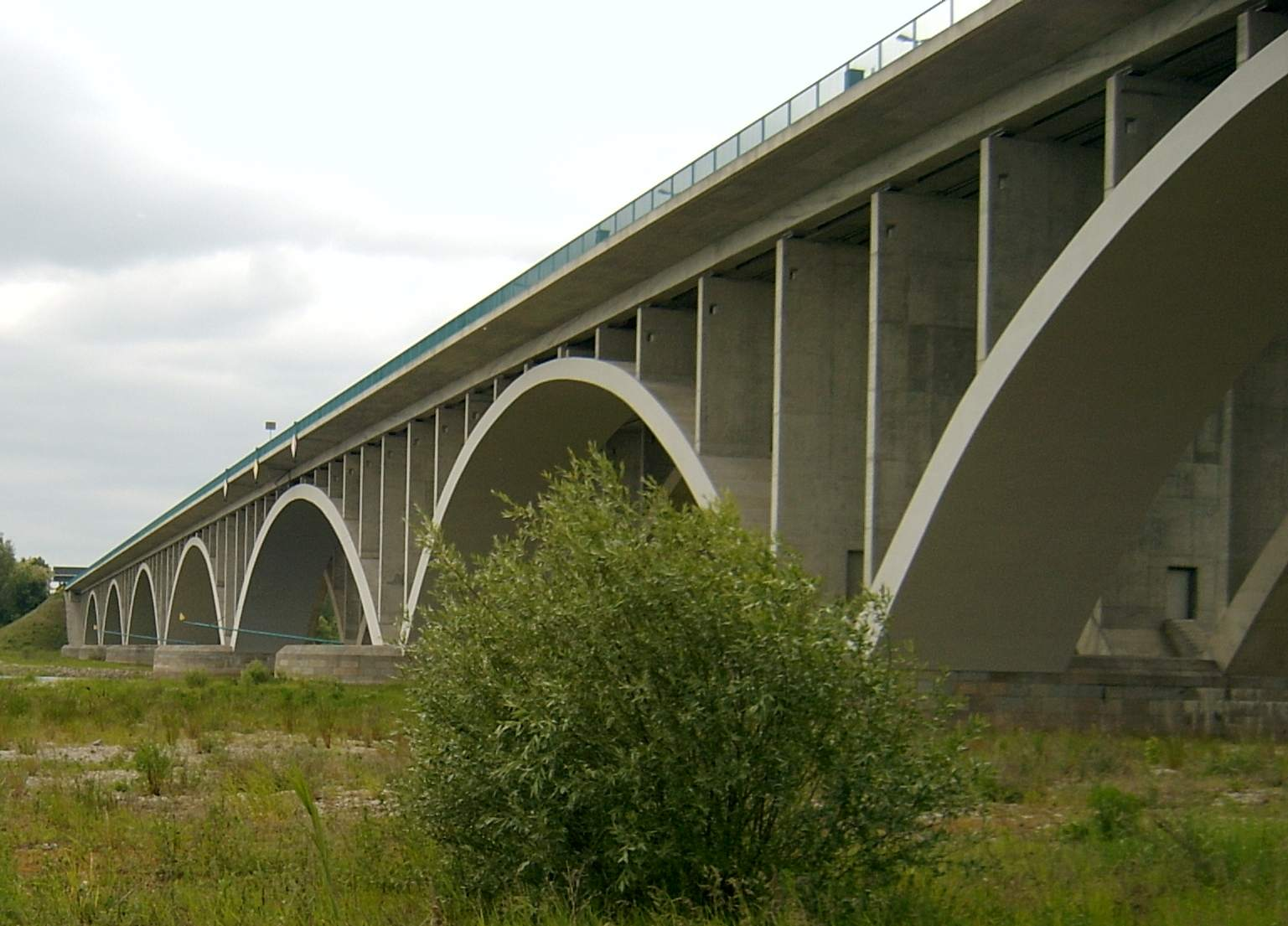
A frankfurti Odera-híd

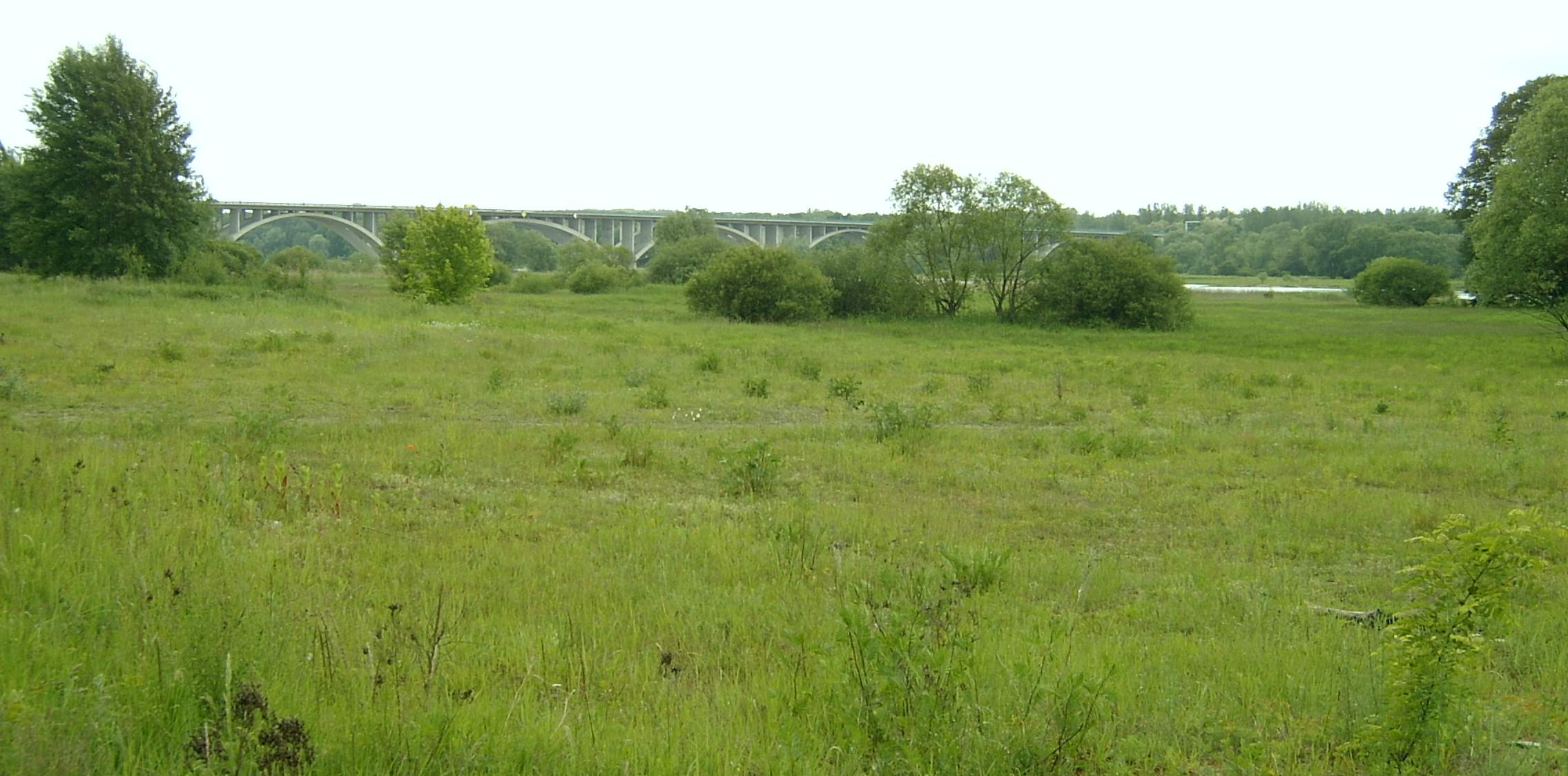
A lengyel-német határátkelő környéke

## Fordítás
Ez a szócikk részben vagy egészben  a   Bundesautobahn 12 című német Wikipédia-szócikk fordításán alapul.  Az eredeti cikk szerkesztőit annak laptörténete sorolja fel. Ez a jelzés csupán a megfogalmazás eredetét és a szerzői jogokat jelzi, nem szolgál a cikkben szereplő információk forrásmegjelöléseként.